# Heteralonia spiloneura
Heteralonia spiloneura är en tvåvingeart som först beskrevs av Mario Bezzi 1926.  Heteralonia spiloneura ingår i släktet Heteralonia och familjen svävflugor.
Artens utbredningsområde är Egypten. Inga underarter finns listade i Catalogue of Life.